# Mercantec
Mercantec er en dansk erhvervsskole, der blev dannet i 2008 ved en fusion af Viborg Handelsskole og EUC Midt. 
Mercantec udbyder både erhvervsfaglige uddannelser og handelsuddannelser, teknisk gymnasium, handelsgymnasium, otte videregående uddannelser samt en række kurser og efteruddannelsesforløb. Årligt har skolen omkring 3.000 elever og 510 medarbejdere. Mercantec er den største uddannelsesinstitution i Viborg Kommune. I 2016 blev det annonceret, at HH- og HTX-uddannelserne under navnet Midtbyens Gymnasium fremover vil blive placeret i et nyt markant byggeri ved Banebroen i Viborg Baneby.   

## Midtbyens gymnasium
Mercantecs nye midtbygymnasium skal samle Handelsgymnasiet og Teknisk Gymnasium og får plads til cirka 1.200 elever og 130 ansatte. Bygningen får et areal på ca. 13.000 kvadratmeter med en forventet byggesum på cirka 190 mio. kr.
Projektet er en del af Viborg Baneby og opføres parallelt med en ny kombineret cykel- og gangbro.

### Forsinkelser
Under byggeriet fandt man i 2018 ud af, at noget af det beton, der er brugt til de bærende piller, ikke har kunnet binde ordentligt. Dette har betydet forsinkelser og gjort, at det endelige byggeri først stod færdig i 2019 i stedet for 2018.